# Женский Олимпийский отборочный турнир ОФК 2016
Женский Олимпийский отборочный турнир ОФК 2016 стал 4-м в истории турниром, по результатам которого определялись команды-участницы от зоны ОФК (Океания) на предстоящие летние Олимпийские игры.
Победителем турнира и обладателем путёвки на Олимпийские игры 2016 в Рио-де-Жанейро стала команда Новой Зеландии.

## Формат
Турнир состоял из двух этапов. В качестве первого этапа выступал женский футбольный турнир на Тихоокеанских играх 2015. Команда из числа стран-участниц, являющихся членами МОК, показавшая на нём лучший результат, проходила во второй этап.
Второй этап представлял собой двухматчевое противостояние между победителем первого этапа и сборной Новой Зеландии, имевшей лучший рейтинг ФИФА. Победитель второго этапа получал путёвку на Олимпийские игры.

## Участники
8 команд, входящих в ОФК, приняли участие в отборочном турнире.
| Участие со второго этапа | Участие с первого этапа                                                                              |
| ------------------------ | --- |
| - Новая Зеландия         | - Новая Каледония - Острова Кука - Папуа — Новая Гвинея - Самоа - Соломоновы Острова - Тонга - Фиджи |

## Первый этап
Победителем женского футбольного турнира Тихоокеанских игр, прошедшего с 6 по 16 июля 2015 года, стала команда Папуа — Новой Гвинеи, чем обеспечила себе участие во втором этапе отбора на Олимпиаду.

## Второй этап
Изначально матчи второго этапа должны были пройти в октябре 2015 года, однако позднее было принято решение об их переносе на январь 2016 года. Жеребьёвка, в ходе которой определялась очерёдность проведения матчей, прошла 16 ноября 2015 года в штаб-квартире ОФК в Окленде.
Первая игра, прошедшая в Папуа — Новой Гвинее, завершилась уверенной победой новозеландок со счётом 7:1. Ответный матч, который должен быть пройти в Окленде, был отменён в связи с тем, что представители Папуа — Новой Гвинеи из-за визовых проблем не смогли попасть в Новую Зеландию. Таким образом, победителем двухматчевого противостояния была объявлена сборная Новой Зеландии, которая и получила право на участие в Олимпийских играх 2016.
| Команда 1            | Итог | Команда 2      | 1-й матч | 2-й матч |
| -------------------- | ---- | -------------- | -------- | -------- |
| Папуа — Новая Гвинея | 1:7  | Новая Зеландия | 1:7      | Отм.     |

| Папуа — Новая Гвинея | 1:7     | Новая Зеландия                                                         |
| -------------------- | ------- | ---------------------------------------------------------------------- |
| Гунемба 79′          | (отчёт) | - Хирн 20′, 64′ - Стотт 22′ - Лонго 27′, 53′ - Филлипс 35′ - Эрсег 63′ |

| Новая Зеландия | Отменён | Папуа — Новая Гвинея |
| -------------- | ------- | -------------------- |
|                |         |                      |

## Комментарии
1. ↑  Отдельный отборочный турнир на Олимпийские игры 2020 не проводился; путёвка на Олимпиаду разыгрывалась по результатам Лиги наций ОФК 2018[англ.].
2. ↑  Новая Каледония, входящая в ОФК, не является членом МОК, поэтому, независимо от показанного на первом этапе результата, её сборная не имела права пройти во второй этап и побороться за путёвку на Олимпийские игры.